# Mehriban Əliyeva
Mehriban Arif qizi Əliyeva (Baku, 26 agosto 1964) è una politica e dirigente sportiva azera, moglie del presidente azero İlham Əliyev, che l'ha nominata vicepresidente del paese nel 2017.
Presidente della Federazione della Ginnastica dell'Azerbaigian, è stata eletta all'Assemblea nazionale, divenendo capa del gruppo di lavoro sulle relazioni interparlamentari tra l'Azerbaigian e la Francia. Ha poi ricoperto l'incarico di Presidente della Fondazione Heydər Əliyev e della Fondazione degli Amici della Cultura dell'Azerbaigian, nonché quello di Ambasciatrice di buona volontà per UNESCO (2004), ISESCO (2006), ONU, OCI.

## Biografia
Nasce in una famiglia intellettuale di Baku, allora capitale della Repubblica Socialista Sovietica Azera, nel 1964. Suo padre Arif Paşayev era uno scienziato e membro dell'Accademia Nazionale delle scienze dell'Azerbaigian, e a sua volta figlio dello scrittore Mir Cəlal Paşayev, mentre sua madre Aida İmanguliyeva era una prominente filologa ed arabista.
Si diploma ottenendo una medaglia d'oro per aver completato brillantemente i propri studi e, pochi mesi dopo, viene ammessa all'Università Medica dell'Azerbaijan. Successivamente continua i suoi studi all'Accademia Medica di Mosca, dove ottiene una laurea onoraria nel 1988.
Nel 1984 sposa İlham Əliyev, col quale ha tre figli: Leyla (1985), Arzu (1988) e Heydər (1997). Dal 1988 al 1992, la Əliyeva ha lavorato presso l'Istituto di ricerca scientifica moscovita per le malattie oculari, diretto da Michail Krasnov. Nel 1995, crea la fondazione Amici della Cultura Azera, di cui è ancora presidente. Nel 1996, fonda la rivista di cultura e storia Eredità azera, pubblicata in azero, inglese e russo.
Nel 2002 viene eletta presidentessa della Federazione di ginnastica azera (che tutt'oggi guida) ed ottenne secondo la sua iniziativa l'organizzazione dei Campionati mondiali di ginnastica artistica 2005 a Baku da parte della Federazione Internazionale di Ginnastica.
Mehriban Əliyeva è la presidente della Fondazione Heydər Əliyev sin dalla sua fondazione nel 2004. Nello stesso anno è stata nominata come ambasciatrice di buona volontà dell'UNESCO per il sostegno e la promozione del folclore e delle tradizioni musicali ed è stata eletta come membro del Comitato Esecutivo del Comitato Olimpico Nazionale dell'Azerbaigian nel 2004 durante l'IV Assemblea Generale del Comitato Olimpico Nazionale.
Alle elezioni del 2005, fu eletta all'Assemblea nazionale nelle file del Partito del Nuovo Azerbaigian. Per le attività in vari campi, il sostegno all'educazione ed ai progetti attuati nel mondo islamico, il 24 novembre 2006 Mehriban Aliyeva è stata insignita con il titolo onorifico di Ambasciatrice di buona volontà dall'ISESCO. È stata eletta come la presidente del comitato nazionale per lo svolgimento dei Primi Giochi Europei a Baku nel 2015. È diventata membro del Consiglio del coordinamento degli azeri del mondo secondo la decisione presa nel 4º Congresso degli azeri del mondo nel 2016. Il 21 febbraio 2017, per l'ordine del presidente Ilham Aliyev è stata nominata come prima vicepresidente dell'Azerbaigian.

### Primo vicepresidente
Mehriban Əliyeva è stata nominata vicepresidente dell'Azerbaigian il 21 febbraio 2017. Si trattava di una carica creata attraverso un referendum costituzionale nel 2016. Il 6 marzo 2017 la Commissione elettorale centrale ha revocato il mandato di deputata di Mehriban Əliyeva secondo la sua richiesta.

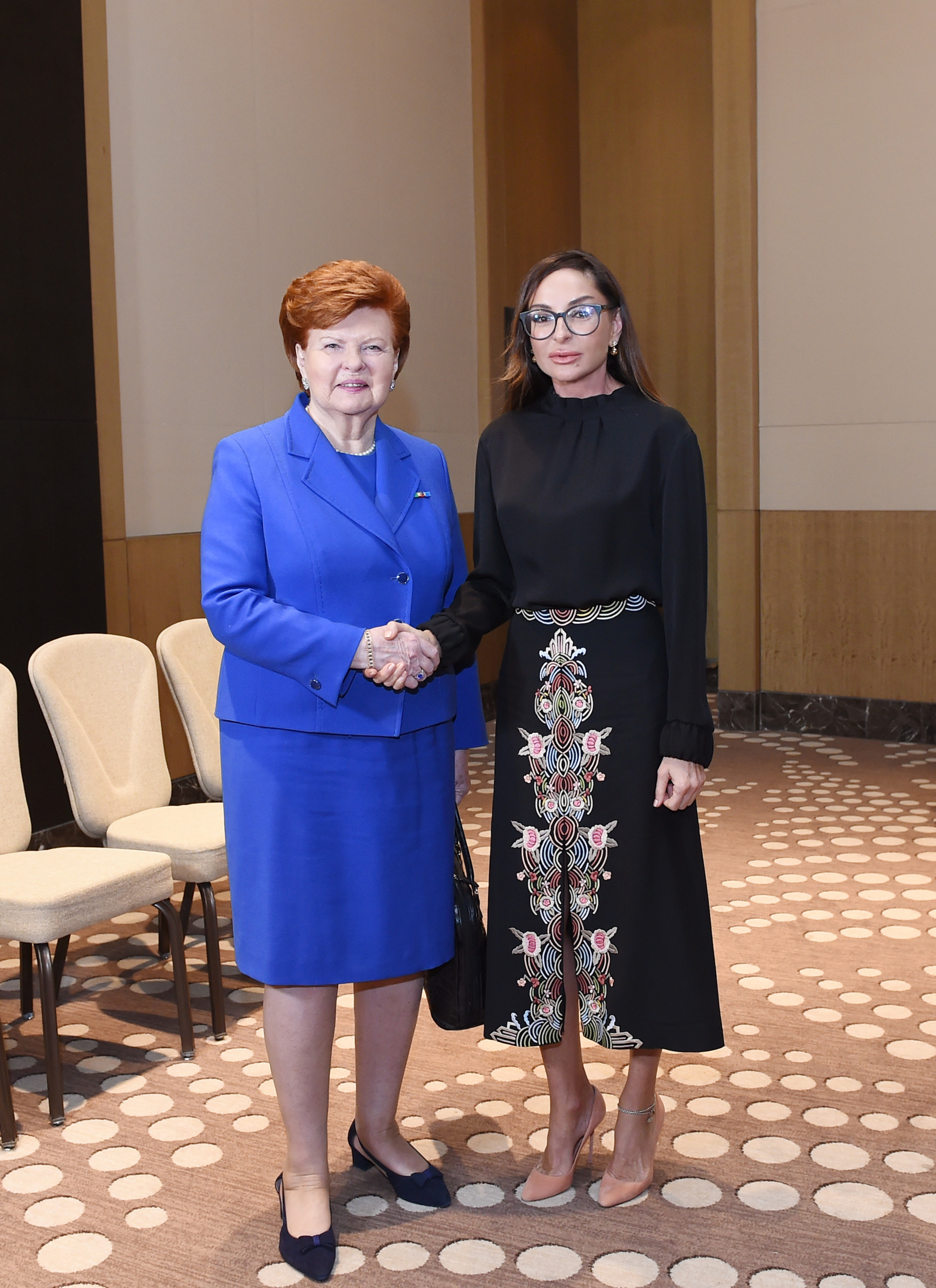
Mehriban Əliyeva e l'ex presidente di Lettonia Vaira Vīķe-Freiberga

In veste di vicepresidente dell'Azerbaigian, ha fatto la sua prima visita ufficiale in Francia con il marito İlham Əliyev il 14-15 marzo 2017. Il presidente francese François Hollande durante la cena ha ospitato alti funzionari della Repubblica dell'Azerbaigian, affermando che la storia dei legami tra i popoli dell'Azerbaigian e della Francia è molto più vecchia di 25 anni di relazioni diplomatiche: "I nostri paesi si sono avvicinati prima di tutto grazie ai rapporti commerciali e culturali. Possiamo rintracciare i primi segni di questi legami tornando alla storia, alle vie di seta che attraversavano l'Azerbaigian nei secoli IX e X. I viaggiatori francesi hanno iniziato a passare da questo territorio già dal XIII secolo".
Əliyeva ha incontrato a livello bilaterale l'ex presidente della Lettonia, Vaira Vīķe-Freiberga, il 16 marzo, l'ambasciatrice di buona volontà dell'UNESCO Marianna Vardinoyannis il 16 marzo, la first lady della Repubblica di Macedonia Maja Ivanova nell'ambito del Forum Globale di Baku nel 2017. Dopo essere stata nominata vicepresidente della Bulgaria, Ilijana Jotova ha fatto la sua prima visita ufficiale all'estero in Azerbaigian e ha incontrato il presidente İlham Əliyev e la vicepresidente Əliyeva il 5 maggio 2017. Il 23 maggio Əliyeva ha partecipato all'evento organizzato per i vincitori del 4 ° Giochi della Solidarietà Islamica svolto a Baku.
Il 15 settembre, Əliyeva ha ricevuto la delegazione del Giappone guidata da Manabu Horii e ha discusso i rapporti tra il Giappone e l'Azerbaigian, la cooperazione nel campo del petrolio, il nuovo accordo di produzione condivisa sullo sviluppo congiunto del settore "Azeri-Chirag-Guneshli" nel settore azero del Mar Caspio e la possibilità di collaborare in campo non petrolifero, come il turismo, l'agricoltura e l'istruzione.
Əliyeva ha incontrato la delegazione della Francia guidata da Jean-Batiste Lemoyne il 15 settembre in visita dell'inaugurazione del nuovo edificio dell'università franco-azera. Il primo vicepresidente Mehriban Əliyeva e il presidente İlham Əliyev hanno visitato gli Stati Uniti dal 17 al 20 settembre 2017 e hanno partecipato alla 72ª sessione dell'Assemblea generale delle Nazioni Unite. Mehriban Əliyeva ha ricevuto la delegazione italiana guidata da Linda Lanzillotta, vicepresidente del Senato l'11 novembre 2017 e ha discusso i rapporti fra questi due paesi e della sicurezza energetica dell'Europa.
Əliyeva si è recata in visita ufficiale in Italia il 25-26 settembre 2018, in una due giorni durante la quale ha incontrato presidente del Senato della Repubblica Italiana, Maria Elisabetta Alberti Casellati, Papa Francesco e Sergio Mattarella.